# هونتشاريفسكي (محافظة تشيرنيهيف)
هونتشاريفسكي (بالأوكرانية: Гончарівське) هي بلدة من النمط المدني تقع في رايون تشيرنيهيف ضمن محافظة تشيرنيهيف بأوكرانيا. تأسست في عام 1952، ويبلغ عدد سكانها نحو 3,071 نسمة.